# بطولة اتحاد غرب آسيا لكرة القدم تحت 23 سنة 2015
بطولة اتحاد غرب آسيا لكرة القدم تحت 23 سنة 2015 أقيمت في العاصمة القطرية الدوحة للمرة الأولى وشارك بها عشرة منتخبات. عقدت المسابقة في الفترة ما بين 30 سبتمبر و14 أكتوبر 2015 فيما أجريت القرعة يوم 6 سبتمبر 2015. فازت إيران باللقب بعد أن تغلبت على سوريا في النهائي. وكانت هذه آخر بطولة لاتحاد غرب آسيا تشارك بها إيران قبل التحاقها باتحاد وسط آسيا لكرة القدم.
تم اعتبار البطولة كاستعداد لبطولة آسيا تحت 23 سنة لكرة القدم 2016 والتي ستستضيفها قطر أيضًا. وتؤهل تلك البطولة إلى مسابقة كرة القدم الأولمبية.

## مرحلة المجموعات
| تفسير                  |
| ---------------------- |
| الصعود إلى نصف النهائي |

- جميع الأوقات حسب التوقيت المحلي (ت ع م+3)

### المجموعة أ
| فريق   | لعب | ف | ت | خ | له | عليه | ف.أ | نقاط |
| ------ | --- | - | - | - | -- | ---- | --- | ---- |
| قطر    | 3   | 2 | 1 | 0 | 5  | 1    | +4  | 7    |
| اليمن  | 3   | 1 | 1 | 1 | 4  | 4    | 0   | 4    |
| فلسطين | 3   | 1 | 0 | 2 | 2  | 6    | −4  | 3    |
| الأردن | 3   | 1 | 0 | 2 | 4  | 4    | 0   | 3    |

| الأردن                             | 3–1   | اليمن              |
| ---------------------------------- | ----- | ------------------ |
| بهاء فيصل 71' · أحمد هشام 74'، 77' | تقرير | وليد الحبيشي 90+3' |

| قطر                                                         | 3–0   | فلسطين |
| ----------------------------------------------------------- | ----- | ------ |
| المعز علي 22' · حمزة الصنهاجي 58' · أكرم عفيف 90+3' (ركلة.) | تقرير |        |

| فلسطين            | 1–3   | اليمن                                             |
| ----------------- | ----- | ------------------------------------------------- |
| إسلام البطران 88' | تقرير | وليد الحبيشي 15'، 44' (ركلة.) · أحمد عبد الله 24' |

| قطر                        | 2–1   | الأردن        |
| -------------------------- | ----- | ------------- |
| أكرم عفيف 21'، 28' (ركلة.) | تقرير | أحمد هشام 29' |

| الأردن | 0–1   | فلسطين            |
| ------ | ----- | ----------------- |
|        | تقرير | إسلام البطران 22' |

| قطر | 0–0   | اليمن |
| --- | ----- | ----- |
|     | تقرير |       |

### المجموعة ب
| فريق     | لعب | ف | ت | خ | له | عليه | ف.أ | نقاط |
| -------- | --- | - | - | - | -- | ---- | --- | ---- |
| إيران    | 2   | 1 | 1 | 0 | 4  | 2    | +2  | 4    |
| السعودية | 2   | 1 | 1 | 0 | 5  | 4    | +1  | 4    |
| البحرين  | 2   | 0 | 0 | 2 | 2  | 5    | −3  | 0    |

| إيران                            | 2–0   | البحرين |
| -------------------------------- | ----- | ------- |
| روزبه تششمي 29' · حسين فاضلي 41' | تقرير |         |

| إيران                     | 2–2   | السعودية                                           |
| ------------------------- | ----- | -------------------------------------------------- |
| أمير أرسلان مطهري 8'، 16' | تقرير | عبد الله مادو 18' (ركلة.) · عبد المجيد الصليهم 79' |

| السعودية                                                                | 3–2   | البحرين                                         |
| ----------------------------------------------------------------------- | ----- | ----------------------------------------------- |
| رائد الغامدي 34' · عبد المجيد الصليهم 80' · عبد الله مادو 90+1' (ركلة.) | تقرير | علي العصفور 83' (ركلة.) · عبد الله العجمي 90+3' |

### المجموعة ج
| فريق                     | لعب | ف | ت | خ | له | عليه | ف.أ | نقاط |
| ------------------------ | --- | - | - | - | -- | ---- | --- | ---- |
| سوريا                    | 2   | 2 | 0 | 0 | 4  | 2    | +2  | 6    |
| الإمارات العربية المتحدة | 2   | 1 | 0 | 1 | 5  | 5    | 0   | 3    |
| عمان                     | 2   | 0 | 0 | 2 | 4  | 6    | −2  | 0    |

| سوريا                              | 2–1   | الإمارات العربية المتحدة |
| ---------------------------------- | ----- | ------------------------ |
| نصوح النكدلي 17' · محمود البحر 23' | تقرير | خليفة مبارك غانم 58'     |

| الإمارات العربية المتحدة                                           | 4–3   | عمان                                                        |
| ------------------------------------------------------------------ | ----- | ----------------------------------------------------------- |
| إبراهيم خميس 15' · سيف خلفان 22' · سلطان سيف 86' · أحمد ربيع 90+6' | تقرير | جميل سليم 1' · خالد الحمداني 82' (ركلة.) · مروان تعيب 90+4' |

| عمان             | 1–2   | سوريا                 |
| ---------------- | ----- | --------------------- |
| أحمد السيابي 33' | تقرير | نصوح النكدلي 52'، 53' |

### ترتيب الفرق أصحاب المركز الثاني
تأهل أفضل ثاني بين جميع المجموعات إلى الدور نصف النهائي. تم حذف نتيجة ثاني المجموعة الأولى ضد صاحب المركز الرابع عند تحديد ترتيبه.
| فريق                     | لعب | ف | ت | خ | له | عليه | ف.أ | نقاط |
| ------------------------ | --- | - | - | - | -- | ---- | --- | ---- |
| اليمن                    | 2   | 1 | 1 | 0 | 3  | 1    | +2  | 4    |
| السعودية                 | 2   | 1 | 1 | 0 | 5  | 4    | +1  | 4    |
| الإمارات العربية المتحدة | 2   | 1 | 0 | 1 | 5  | 5    | 0   | 3    |

## مرحلة خروج المغلوب

### نصف النهائي
| قطر | 0–2   | سوريا                                   |
| --- | ----- | --------------------------------------- |
|     | تقرير | خالد المبيض 47' · عبد الله الشامي 90+5' |

| إيران                             | 2–1   | اليمن                 |
| --------------------------------- | ----- | --------------------- |
| مهرداد محمدي 9' · محمد دانشغر 47' | تقرير | عبد المعين الجرشي 52' |

### مباراة المركز الثالث
| قطر                                                       | 3–0   | اليمن |
| --------------------------------------------------------- | ----- | ----- |
| أحمد علاء الدين 19' · أكرم عفيف 68' · حمزة الصنهاجي 90+1' | تقرير |       |

### النهائي
| سوريا | 0–2   | إيران                                       |
| ----- | ----- | ------------------------------------------- |
|       | تقرير | علي رضا نقي زاه 58' · أمير أرسلان مطهري 81' |

### البطل
| بطل بطولة اتحاد غرب آسيا لكرة القدم تحت 23 سنة 2015 |
| --------------------------------------------------- |
| · إيران · للمرة الأولى                              |

## الترتيب النهائي
| رتبة   | فريق                     |
| ------ | ------------------------ |
| الأول  | إيران                    |
| الثاني | سوريا                    |
| الثالث | قطر                      |
| 4      | اليمن                    |
| 5      | السعودية                 |
| 6      | الإمارات العربية المتحدة |
| 7      | فلسطين                   |
| 8      | الأردن                   |
| 9      | عمان                     |
| 10     | البحرين                  |

## الجوائز
- أفضل لاعب:  أمير أرسلان مطهري
- الهداف:  أكرم عفيف
- أفضل حارس مرمى:  محمد رضا أخباري

## مسجلي الأهداف
4 أهداف
- أكرم عفيف

3 أهداف
- أمير أرسلان مطهري
- أحمد هشام
- نصوح النكدلي
- وليد الحبيشي

هدفين
- إسلام البطران
- حمزة الصنهاجي
- عبد الله مادو
- عبد المجيد الصليهم

هدف
- عبد الله العجمي
- علي العصفور
- حسين فاضلي
- مهرداد محمدي
- روزبه تششمي
- علي رضا نقي زاده
- محمد دانشغر
- بهاء فيصل
- مروان تعيب
- خالد الحمداني
- جميل سليم
- أحمد السيابي
- المعز علي
- أحمد علاء الدين
- رائد الغامدي
- محمود البحر
- خالد المبيض
- عبد الله الشامي
- خليفة مبارك غانم
- إبراهيم خميس
- سيف خلفان
- سلطان سيف
- أحمد ربيع
- أحمد عبد الله
- عبد المعين الجرشي